# Dinamo Kazań
Dinamo Kazań (ros. «Динамо» Казань, tat «Динамо» Казан) – rosyjski klub piłkarski z siedzibą w mieście Kazań, działający w latach 1926–1987.

## Historia
Chronologia nazw
- 1926: Dinamo Kazań (ros. «Динамо» Казань)
- 1987: klub rozwiązano

Klub piłkarski Dinamo został założony w Kazaniu w 1926 roku. Zespół brał udział w mistrzostwach ZSRR w sezonach: 1936 (wiosna), 1936 (jesień) - grupa "B"; 1937, 1939 - grupa "B"; 1946 - trzecia grupa; 1947-1949 - grupa druga. W 1949 zajął 9.miejsce w strefie 2 Rosyjskiej RFSR, ale nie przystąpił do rozgrywek w następnym sezonie i potem grał w rozgrywkach amatorskich. W 1955 brał udział w Pucharze Rosyjskiej RFSR wśród drużyn kultury fizycznej. 
W 1987 roku wszystkie dobrowolne towarzystwa sportowe (DSO) związków zawodowych zostały zastąpione jednym zjednoczonym centralnym organem zarządzania sportem w ZSRR - Ogólnozwiązkowym Dobrowolnym Towarzystwem Kultury Fizycznej i Sportu (WDFSO), a w każdej republice utworzono republikańskie rady tego stowarzyszenia. Wiele klubów musiało szukać środków na własną rękę. Z powodu problemów finansowych przestał istnieć także klub z Kazania.
Od 2000 roku w Kazaniu działa Szkoła Sportowa "Dynamo", której drużyny rywalizują w rozgrywkach Tatarstanu i grupy Nadwołżańskiej LFL.

## Sukcesy
- Grupa B Mistrzostw ZSRR:
  - mistrz (1x): 1936 (jesień)
- Puchar ZSRR:
  - ćwierćfinalista (1x): 1937.